# 摩耶花壇

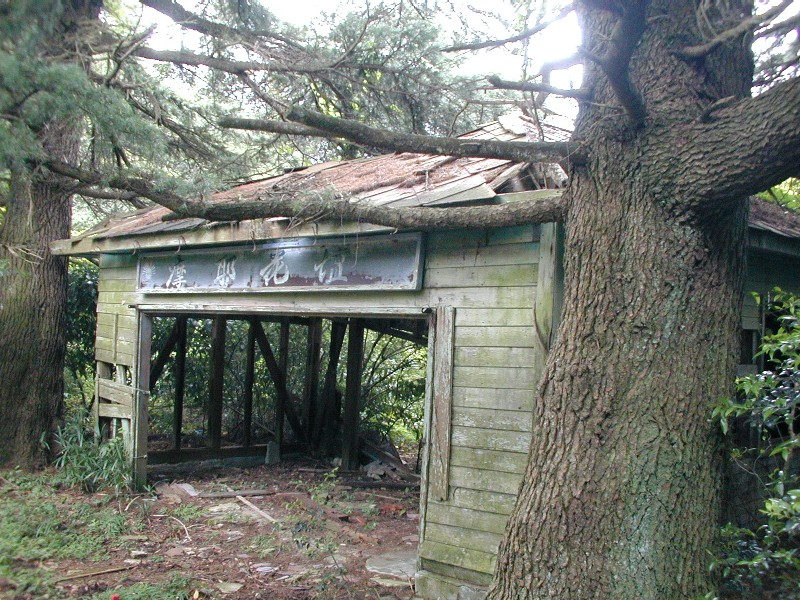

摩耶花壇（まやかだん）とは、かつて兵庫県神戸市灘区に存在した宿泊施設の名称。

## 概要
1926年、摩耶山株式会社が療養所を第一の目的とした木造モルタルの洋館を建造し、摩耶花壇と名付ける。この洋館は1960年ごろに解体され、跡地にはバンガローと茶店が建てられ、これらも摩耶花壇と名づけられる。後にこの摩耶花壇は無人となり廃墟となり現在に至る。食事処や岩風呂なども兼ね備えていた娯楽施設ともされている。
近年になってからは頻繁に摩耶山の廃墟を巡る山歩きツアーが実施されるようになっており、摩耶観光ホテルなどとともに摩耶花壇も巡る一つとなっている。このツアーは定員が30秒ほどで埋まる日本一予約が取りにくい山歩きツアーとなっている。

## 沿革
- 1926年 摩耶花壇開業[1]
- 1960年頃 初代摩耶花壇解体、この廃材で二代目摩耶花壇建造[1]
- 1968年 廃墟化[1]
- 2017年 廃墟見学のコースに選ばれ、再生と保存が始まる[1]